# Tatsuomi Koishi
Tatsuomi Koishi (小石 龍臣 Koishi Tatsuomi?, nacido el 22 de agosto de 1977 en Saga) es un exfutbolista japonés. Jugaba de centrocampista y su último club fue el ALO's Hokuriku de Japón.

## Trayectoria

### Clubes
| Club           | País  | Año         |
| -------------- | ----- | ----------- |
| Sagan Tosu     | Japón | 2000 - 2005 |
| ALO's Hokuriku | Japón | 2006        |